# Венета Мандева
Венета Мандева е българска поетеса, сатирик, публицист, преводач, общественик и природозащитник.

## Биография и творчество
Венета Петрова Мандева е родена на 27 юни 1946 г. в град Павликени. Баща ѝ е адвокат. Има по-малък брат, артист. В гимназията учи литература при писателя Атанас Мочуров, който подкрепя първите ѝ стъпки в поезията. Следва българска и руска филология във Великотърновския университет „Св. св. Кирил и Методий“.
След дипломирането си през 1969 г. живее във Варна. В периода 1969-1972 г. е журналист–репортер и редактор във вестниците „Народно дело“ и „Полет“, Варна. В периода 1973–1975 г. е кореспондент за варненски окръг на вестник „Вечерни новини“. През 1975-1982 г. е преподавател по български език на чуждестранни студенти, учител по литература и възпитател във Варна. През 1991 г. е екоинспектор в Община Варна. В периода 1997-2001 г. е служител в отдел „Култура“ на община Варна. Активист и лидер на сдружение „Екогласност“ във Варна.
През 1975 г. е първата ѝ литературна изява – поетичния цикъл „Есенна къща“ в сборника на „Народна младеж“ – „Лирично ято“.
Публикува книги с поезия и публицистика – „Градско време“, „И пак сърцето…“, „Делнична тетрадка“, „Оцеляване“, и др. Нейни произведения са включени в представителни поетични антологии и са превеждани на руски, полски, унгарски, турски, английски, немски и др.
Член е на Съюза на българските писатели от 1993 г. През същата година заболява тежко, претърпява операция, и в продължение на 8 години се бори за живота си. Венета Мандева умира на 12 юли 2001 г. във Варна.
През 2003 г. посмъртно е удостоена с Голямата награда на община Варна за цялостно творчество и принос в литературата.

## Произведения
- Градско време: Стихотворения (1979)
- И пак сърцето…: Стихотворения (1984)
- Делнична тетрадка (1989)
- Трудни въпроси: Стихотворения (1990)
- Оцеляване: Триптихи (1991)
- Непозволена любов: Избрани стихотворения (1996)
- Българска елегия: Стихотворения (1996)
- Особена зона: Избрано: Поезия, сатира, преводи (2007)